# Culex bifoliolatus
Culex bifoliolatus is een muggensoort uit de familie van de steekmuggen (Culicidae). De wetenschappelijke naam van de soort is voor het eerst geldig gepubliceerd in 1956 door Duret & Barreto.